# Cerodontha lyneborgi
Cerodontha lyneborgi este o specie de muște din genul Cerodontha, familia Agromyzidae, descrisă de Spencer în anul 1972. Conform Catalogue of Life specia Cerodontha lyneborgi nu are subspecii cunoscute.